# Lluís Cortés
Lluís Cortés (Lérida, 8 de octubre de 1986) es un exfutbolista y entrenador español. El 9 de enero de 2019 asumió el cargo del entrenador del equipo femenino del Fútbol Club Barcelona, hasta su renuncia al terminar la temporada 2020-21, donde consiguió un histórico triplete. Actualmente entrena al selección femenina de Arabia Saudita. Es licenciado en Ciencia del Deporte y en Publicidad y Relaciones públicas.

## Trayectoria
Se inició en el Fútbol Club Barcelona el 2017 como analista y posteriormente formó parte del equipo técnico del equipo femenino. Posteriormente reemplazó Fran Sánchez como entrenador del primer equipo. También ha sido entrenador de las selecciones catalanas sub-18, sub-16 y sub-12 así como de la selección absoluta entre 2014 y 2018.
En noviembre de 2021 fue nombrado seleccionador del equipo femenino de Ucrania.
A finales de 2023 firma contrato, hasta 2027, con la selección femenina de Arabia Saudí.

## Palmarés

### Como entrenador

#### Campeonatos nacionales
| Título              | Club            | País   | Año  |
| ------------------- | --------------- | ------ | ---- |
| Primera División    | F. C. Barcelona | España | 2020 |
| Copa de la Reina    | F. C. Barcelona | España | 2020 |
| Supercopa de España | F. C. Barcelona | España | 2020 |
| Primera División    | F. C. Barcelona | España | 2021 |
| Copa de la Reina    | F. C. Barcelona | España | 2021 |

#### Campeonatos internacionales
| Título            | Equipo          | Sede   | Año  |
| ----------------- | --------------- | ------ | ---- |
| Liga de Campeones | F. C. Barcelona | Suecia | 2021 |

## Distinciones
- Premio Mejor Entrenador en los Premios Marca de 2020.[5]
- Nominado al premio The Best de la FIFA de 2020.
- Nominado al premio UEFA Women's Coach of the Year de 2020.